# I Saw the Light (brano)
I Saw the Light è un noto brano gospel scritto da Hank Williams e pubblicato nel 1948.
La canzone, tra le più note dell'artista, è un classico della musica country e negli anni è stata oggetto di numerose cover tra le quali quelle di Hank Williams Jr, Johnny Cash (questa presente, interpretata dallo stesso cantante, in una puntata della serie Colombo), Jerry Lee Lewis e molti altri.
Il titolo del brano è stato ripreso per l'omonimo film sulla vita del cantante.
I Saw the Light è uno dei pezzi preferiti di Bob Dylan.